# Stora Brunnsgylet
Stora Brunnsgylet är en sjö i Karlshamns kommun i Blekinge och ingår i Mieåns huvudavrinningsområde. Sjön är 14,7 meter djup, har en yta på 0,0749 kvadratkilometer och befinner sig 82,8 meter över havet.